# Луї Замперіні
Луї Сілві Замперіні (англ. Louis Silvie Zamperini; 26 січня 1917, Оліан, Катарогас, Нью-Йорк, США — 2 липня 2014, Лос-Анджелес, Каліфорнія, США) — американський легкоатлет, військовополонений часів Другої Світової війни, євангеліст-проповідник. Головний герой книги Лори Гілленбранд «Нескорений: Історія виживання, стійкості і визволення у Другій Світовій війні» і однойменного кінофільму Анжеліни Джолі.

## Біографія

### Дитинство
Луї Замперіні народився в сім'ї італійських емігрантів Ентоні Замперіні і Луїзи Доссі. Мав старшого брата Піта і молодших сестер Вірджинію і Сильвію. В 1919 році сім'я переїхала в місто Торренс у штаті Каліфорнія, де Луї вступив до місцевої середньої школи. Не знаючи англійської, став об'єктом насмішок ровесників і нападів хуліганів, для захисту від яких батько навчив Луї боксувати.

### Спортивна кар'єра
За наполяганням старшого брата зайнявся бігом у шкільній команді і в 1934 році на відбіркових змаганнях до Чемпіонату штату Каліфорнія серед школярів пробіг милю за 4 хвилини і 21,2 секунди, що було рекордом серед школярів США, а на самих змаганнях переміг з результатом 4 хвилини 27,8 секунди. Цей результат дозволив Замперіні отримати стипендію для навчання в Університеті Південної Каліфорнії й увійти до олімпійської збірної США з бігу на 5000 метрів в 1936 році.

#### Олімпійські ігри
На Олімпійських іграх Замперіні фінішував восьмим у забігу на 5000 метрів, але за рекордні 56 секунд пробіг останнє коло, чим привернув увагу Адольфа Гітлера, з яким мав зустріч. Через два роки Замперіні встановив рекорд США, пробігши милю з результатом 4:08, який протримався 15 років. Завдяки цьому він вважався головним кандидатом до збірної на Літні Олімпійські ігри 1940 в Токіо, які були скасовані через початок Другої Світової війни.

### Друга Світова війна

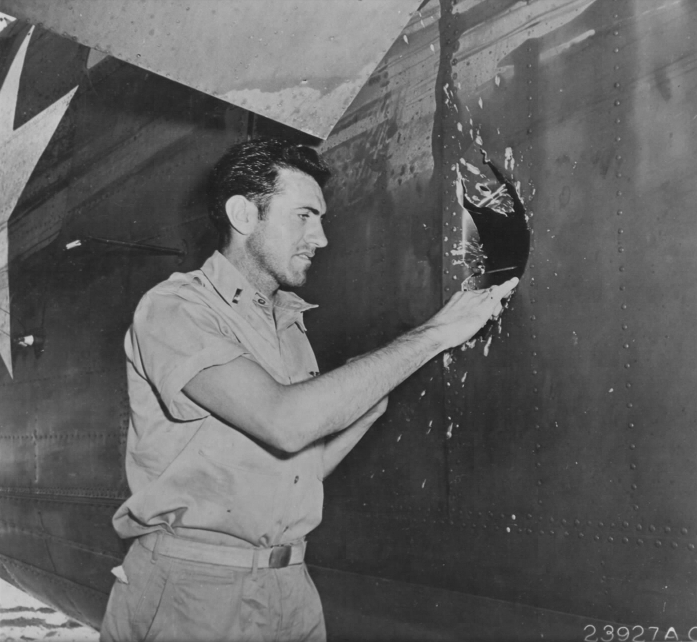
Перший лейтенант Замперіні оглядає пробоїну в своєму бомбардувальнику B-24 Liberator, 18 квітня 1943 рік.

У вересні 1941 року, ще до нападу на Перл-Гарбор, Замперіні був зарахований до складу Воєнно-повітряних сил Армії США у званні другого лейтенанта і був направлений на тихоокеанський острів Фунафуті бомбардиром бомбардувальника B-24 Liberator в 372-й бомбардувальний ескадрон 307-ї оперативної групи Сьомих ВПС США. 27 травня 1943 року в літаку Замперіні відмовили два двигуни і він впав у океан на відстані 850 миль на захід від острова Оаху, в результаті чого загинуло 8 із 11 членів екіпажу.
Живими залишились сам Замперіні, пілоти Рассел Аллен «Філ» Філліпс, котрий отримав поранення в голову, і Френсіс «Мак» Макнамара. Вони зв'язали два рятувальні човни з невеликим запасами їжі та води і провели в океані 47 днів, харчуючись сирою рибою та п'ючи дощову воду. 12 липня їх врятували японські рибалки, які передали Замперіні і Філліпса (Макнамара помер) японським військовим морякам. Замперіні утримувався в таборі для військовополонених Офуна поблизу Йокогами. Через рік і один день після свого останнього вильоту Замперіні був оголошений у США загиблим у бою.
У полоні Замперіні провів два роки і був звільнений по закінченні Другої Світової війни. Вийшов у відставку в 1945 році в званні капітана.

### Повоєнне життя
20 травня 1946 року одружився з Синтією Епплвайт. Страждав від посттравматичного стресового розладу і алкоголізму, в 1949 році у Лос-Анжелесі став членом громади євангелістів «Gideons International». У 1950 році під час поїздки в Японію для свідчень про умови утримання військовополонених у тюрмі Сугамо в Токіо зустрівся з більшістю охоронців табору, де Замперіні утримувався під час полону, і заявив, що пробачає їх.
В 1984 році Замперіні ніс олімпійський факел на літніх Олімпійських іграх 1984 року в Лос-Анджелесі, у січні 1998 року брав участь в естафеті Олімпійського вогню на зимових Олімпійських іграх у Нагано в Японії.

### Смерть
Помилково був оголошений загиблим 28 травня 1944 року, через рік і один день після останнього бойового вильоту.
Останні роки проживав у Голлівуді, де помер від пневмонії 2 липня 2014 року в 97-річному віці.

## Вшанування
7 грудня 1946 року у п'яту річницю нападу на Перл-Гарбор на честь Замперіні було названо аеропорт міста Торренс. В 2004 році на честь Замперіні були названі школа і шкільний стадіон з регбі в місті Торренс. В жовтні 2008 року Замперіні був включений у Національний італо-американський зал спортивної слави в Чикаго, штат Іллінойс. 24 квітня 2011 року Замперіні отримав почесний ступінь доктора гуманітарних наук у Тихоокеанському університеті Арузи.
У 2010 році Лора Гілленбранд написала книгу-біографію Замперіні «Нескорений: Історія виживання, стійкості і визволення у Другій Світовій війні» («англ. Unbroken: A World War II Story of Survival, Resilience, and Redemption»), за якою Анджеліна Джолі в 2014 році зняла фільм «Нескорений».

## Особистий доробок
У 1956 і 2003 роках у співавторстві Замперіні написав дві книги спогадів з однаковою назвою «Диявол наступає на п'яти» («англ. Devil at My Heels»).

## Нагороди
| Хрест льотних заслуг                                                 |
| Медаль «Пурпурове серце» з дубовим листям                            |
| Повітряна медаль з трьома дубовими листками                          |
| Медаль військовополоненого                                           |
| Медаль «За Азіатсько-тихоокеанську кампанію» з трьома зірками служби |
| Медаль Перемоги в Другій Світовій війні                              |
| Медаль за звільнення Філіппін з однією зіркою служби                 |
| Знак бомбардира                                                      |